# Social Lubrication
Social Lubrication è il terzo album in studio del gruppo musicale britannico Dream Wife, pubblicato nel 2023.

## Tracce
1. Kick in the Teeth – 3:19
2. Who Do You Wanna Be? – 3:49
3. Hot (Don't Date a Musician) – 3:35
4. Social Lubrication – 3:28
5. Mascara – 5:18
6. Leech – 5:10
7. I Want You – 1:57
8. Curious – 4:11
9. Honestly – 4:18
10. Orbit – 3:32